# Scopula serenata
Scopula serenata är en fjärilsart som beskrevs av Turati 1905. Scopula serenata ingår i släktet Scopula och familjen mätare. Inga underarter finns listade.